# Baráthely község
Baráthely község (románul: Comuna Brateiu) község Szeben megyében, Romániában. Központja Baráthely, beosztott faluja Szászbuzd.

## Fekvése
Szeben megye északi részén, a Nagy-Küküllő völgyében helyezkedik el, Medgyestől keletre. Nagyszebentől 65, Medgyestől 6 kilométerre van. A DN14 főúton közelíthető meg.

## Népessége
1850-től a népesség alábbiak szerint alakult:
| Lakosok száma | 1904 | 1931 | 2266 | 2416 | 2916 | 3482 | 2679 | 3182 | 3415 | 3333 |
|               | 1850 | 1880 | 1900 | 1920 | 1941 | 1977 | 1992 | 2002 | 2011 | 2021 |

A 2011-es népszámlálás adatai alapján a község népessége 3415 fő volt, melynek 51,48%-a román, 36,84%-a roma, 1,08%-a német és 1,05%-a magyar. Vallási hovatartozás szempontjából a lakosság 76,84%-a ortodox, 7,96%-a pünkösdista és 3,1%-a görögkatolikus.

## Nevezetességei
A község területéről az alábbi épületek szerepelnek a romániai műemlékek jegyzékében:
- a baráthelyi erődtemplom (LMI-kódja SB-II-a-A-12339)
- a szászbuzdi erődtemplom (SB-II-a-A-12345)